# From Here to Eternity
From Here to Eternity là một phim do hãng Columbia Pictures sản xuất năm 1953, dựa trên tiểu thuyết cùng tên From Here to Eternity của James Jones, do Fred Zinnemann đạo diễn.
Phim đề cập tới các lộn xộn, rắc rối của các quân nhân đồn trú ở Hawaii trong các tháng trước khi xảy ra Trận Trân Châu Cảng. Chuyện rõ ràng của tiểu thuyết đã được làm cho bớt gay gắt đáng kể để tránh bị kiểm duyệt vào thời đó. Chẳng hạn trong cảnh Deborah Kerr và Burt Lancaster làm tình trên bãi biển đã được làm cho kém rõ ràng hơn như trong tiểu thuyết, và sau này, rõ ràng hơn trong loạt phim truyền hình From Here to Eternity năm 1979 dựa trên tiểu thuyết.

## Cốt truyện

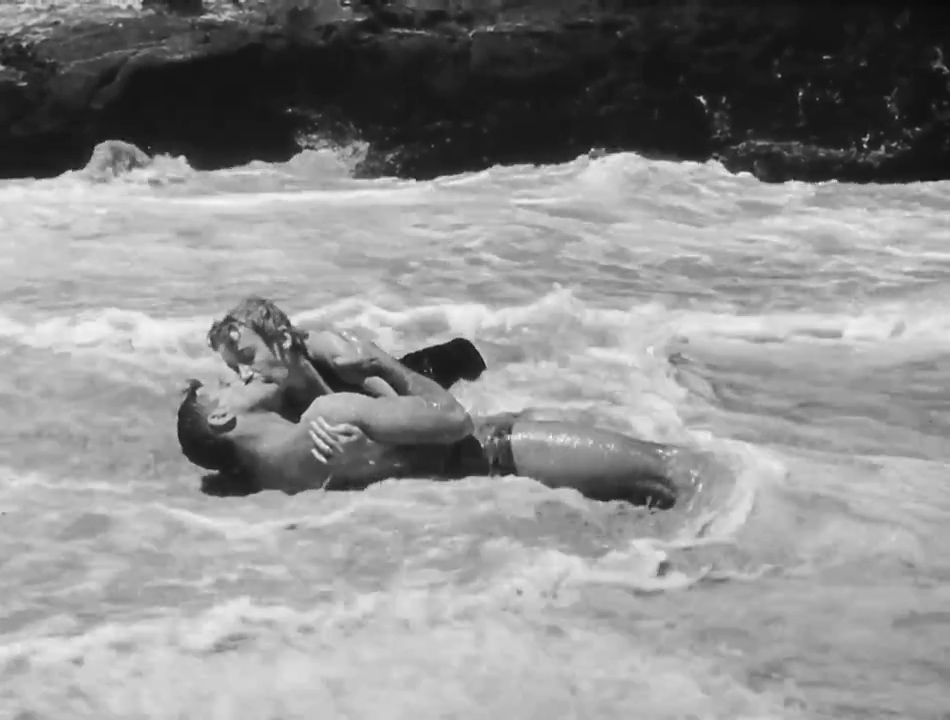
Burt Lancaster và Deborah Kerr

Binh nhì Robert E. Lee Prewitt (Montgomery Clift) được chuyển tới Schofield Barracks trên đảo Oahu. Khi đại úy Dana Holmes (Philip Ober) biết rằng Prewitt nổi tiếng là một võ sĩ quyền Anh tài năng, ông ta đã ép Prewitt phải tham gia câu lạc bộ quyền Anh của lữ đoàn mà ông ta đứng đầu, nhưng viên binh nhì cứng đầu đó đã từ chối. Trung sĩ nhất Milton Warden (Burt Lancaster) đề nghị là anh ta sẽ làm cho Prewitt thay đổi ý kiến bằng cách gây khó dễ cho Prewitt càng nhiều càng tốt. Milton cũng được một hạ sĩ quan khác giúp đỡ. Prewitt chỉ người có người bạn duy nhất là binh nhì Angelo Maggio (Frank Sinatra) ủng hộ.
Sau lưng viên chỉ huy, Warden bắt đầu dan díu với người vợ bị quên lãng của Holmes là Karen (Deborah Kerr). Quan hệ của 2 người càng sâu đậm, thì nàng đề nghị anh ta xin đi học sĩ quan, để nàng có thể ly dị Holmes và kết hôn với anh ta. Khi cuối cùng anh ta buộc phải chấp nhận là mình không muốn trở thành sĩ quan, thì nàng buồn bã chấm dứt mối tình vụng trộm đó.
Trong lúc đó, Maggio chống lại viên trung sĩ tin tưởng mù quáng James R. "Fatso" Judson (Ernest Borgnine). Khi binh nhì vô kỷ luật Maggio đào ngũ, anh ta bị phạt giam trong một trại có rào dậu chung quanh, dưới sự canh chừng của Judson. Judson nắm cơ hội này để không ngừng đánh đập tên tù ngoan cố. Maggio tìm cách trốn thoát và tìm gặp Prewitt; anh ta thuật cho Prewitt nghe sự hành hạ mà anh ta phải chịu, sau đó anh ta bị chết. Prewitt tìm giết Judson để trả thù cho bạn trong một trận đấu dao, nhưng bị một vết thương nặng xuyên qua bụng. Anh ta liền đi trốn trong căn hộ của cô bồ của anh ta là Lorene (Donna Reed), chủ một hộp đêm mà anh ta quen biết, nhưng vết thương không lành.
Khi quân Nhật Bản tấn công Trân Châu cảng, Prewitt tìm cách trở lại trại quân, nhưng bị 1 lính gác bắn chết. Cuối cùng, Lorene và Karen gặp nhau trên một tàu dời đảo về đất liền. Lorene kể với Karen rằng vị hôn thê của mình là một phi công trong Không lực Hoa Kỳ bị bắn hạ trong cuộc tấn công (của Nhật Bản), nhưng Karen nhận ra tên Prewitt.

## Các vai diễn
- Burt Lancaster vai trung sĩ nhất Milton Warden
- Montgomery Clift vai binh nhì Robert E. Lee Prewitt
- Deborah Kerr vai Karen Holmes
- Donna Reed vai Alma 'Lorene' Burke
- Frank Sinatra vai binh nhì Angelo Maggio
- Philip Ober vai đại úy Dana Holmes
- Mickey Shaughnessy vai hạ sĩ Leva
- Harry Bellaver vai binh nhì Mazzioli
- Ernest Borgnine vai trung sĩ James R. 'Fatso' Judson
- Jack Warden vai hạ sĩ Buckley
- John Dennis vai trung sĩ Ike Galovitch
- Merle Travis vai Sal Anderson
- Tim Ryan vai trung sĩ Pete Karelsen
- Arthur Keegan vai Treadwell
- Barbara Morrison vai Mrs. Kipfer
- George Reeves vai trung sĩ Maylon Stark
- Claude Akins vai trung sĩ 'Baldy' Dhom
- Alvin Sargent vai Nair
- Joseph Sargent vai người lính
- Robert J. Wilke vai trung sĩ Henderson
- Carleton Young vai đại tá Ayres
- Tyler McVey vai thiếu tá Stern (không ghi trên phim)

Tác giả của tiểu thuyết, James Jones, đóng 1 vai nhỏ, không ghi trên phim.

## Các giải thưởng và các đề cử

### Các giải Oscar
| Giải                                     | Đoạt giải | Đề cử | Người đoạt giải                                                               |
| ---------------------------------------- | --------- | ----- | ----------------------------------------------------------------------------- |
| Phim hay nhất                            | ☑         |       | Columbia Pictures (Buddy Adler, Nhà sản xuất)                                 |
| Đạo diễn xuất sắc nhất                   | ☑         |       | Fred Zinnemann                                                                |
| Nam diễn viên chính xuất sắc nhất        |           | ☑     | Montgomery Clift Người đoạt giải là William Holden - phim Stalag 17           |
| Nam diễn viên chính xuất sắc nhất        |           | ☑     | Burt Lancaster Người đoạt giải là William Holden - phim Stalag 17             |
| Nữ diễn viên chính xuất sắc nhất         |           | ☑     | Deborah Kerr Người đoạt giải là Audrey Hepburn - phim Roman Holiday           |
| Kịch bản chuyển thể hay nhất             | ☑         |       | Daniel Taradash                                                               |
| Nam diễn viên phụ xuất sắc nhất          | ☑         |       | Frank Sinatra                                                                 |
| Nữ diễn viên phụ xuất sắc nhất           | ☑         |       | Donna Reed                                                                    |
| Quay phim xuất sắc nhất (phim Trắng-đen) | ☑         |       | Burnett Guffey                                                                |
| Biên tập                                 | ☑         |       | William A. Lyon                                                               |
| Âm thanh                                 | ☑         |       | John P. Livadary                                                              |
| Thiết kế trang phục (Phim trắng đen)     |           | ☑     | Jean Louis Người đoạt giải là Edith Head - phim Roman Holiday                 |
| Nhạc phim hay nhất                       |           | ☑     | George Duning & Morris Stoloff Người đoạt giải là Bronislau Kaper - phim Lili |

William Holden, người đoạt giải Oscar cho nam diễn viên chính xuất sắc nhất ở phim Stalag 17, cho rằng đáng lẽ Burt Lancaster phải đoạt giải này. Sau này Sinatra cho rằng vai diễn Frankie Machine nghiện bạch phiến của anh ta trong phim The Man With the Golden Arm đáng đoạt giải Oscar hơn vai Maggio trong phim này.

### Giải Quả cầu vàng
- Đoạt Giải Quả cầu vàng cho nam diễn viên điện ảnh phụ xuất sắc nhất - Frank Sinatra
- Đoạt Giải Quả cầu vàng cho đạo diễn xuất sắc nhất - Fred Zinneman

### Giải của Hội phê bình phim New York
- Đoạt giải của Hội phê bình phim New York cho phim hay nhất
- Đoạt giải của Hội phê bình phim New York cho nam diễn viên xuất sắc nhất – Burt Lancaster
- Đoạt giải của Hội phê bình phim New York cho đạo diễn xuất sắc nhất - Fred Zinneman

### Liên hoan phim Cannes
- Đoạt giải công trạng đặc biệt Liên hoan phim Cannes 1954
- Được đề cử cho Giải thưởng lớn của Liên hoan phim Cannes[2]

### BAFTA
- được đề cử cho giải BAFTA Phim hay nhất từ mọi nguồn

### Hội đạo diễn Hoa Kỳ
- Đoạt giải Hội đạo diễn Hoa Kỳ (Directors Guild of Ameria, DGA) Thành tựu đạo diễn xuất sắc - Fred Zinneman

### Hội nhà văn Hoa Kỳ
- Đoạt giải Hội nhà văn Hoa Kỳ (Writers Guild of America, WGA)

### Photoplay
- Đoạt giải Photoplay – Huy chương vàng

### Viện lưu trữ phim quốc gia (Hoa Kỳ)
Năm 2002, Thư viện Quốc hội (Hoa Kỳ) cho rằng phim này "có ý nghĩa về văn hóa, lịch sử hoặc thẩm mỹ" và chọn đưa vào bảo quản trong Viện lưu trữ phim quốc gia (Hoa Kỳ).

### Công nhận của Viện phim Mỹ
- 1998 AFI's 100 Years... 100 Movies #52
- 2002 AFI's 100 Years... 100 Passions #20